# 薩克森-勞恩堡
薩克森-勞恩堡公國（德語：Herzogtum Sachsen-Lauenburg），德國歷史上的一個公國，位於霍爾斯坦公國東南方，存在時間為1296年至1876年。
1296年至1689年，薩克森-勞恩堡由阿斯坎尼家族統治。1689年阿斯坎尼家族絕嗣，漢諾威家族的格奧爾格·威廉佔領了薩克森-勞恩堡；1705年至1803年，薩克森-勞恩堡與大不列顛王國為共主邦聯。拿破崙戰爭結束後，薩克森-勞恩堡成為德意志邦聯成員，由丹麥國王擔任公爵。1864年普丹戰爭爆發，戰後普魯士國王威廉一世取代丹麥國王成為薩克森-勞恩堡公爵，1876年薩克森-勞恩堡正式併入普魯士王國。